# Viaggia, ragazza, viaggia, hai la musica nelle vene
Viaggia, ragazza, viaggia, hai la musica nelle vene è un film del 1974 diretto da Pasquale Squitieri, con Victoria Zinny.

## Trama
Il film racconta di un amore che dopo 16 anni di matrimonio finisce con lui che scappa svanendo nel nulla. La moglie si mette alla sua ricerca, ma invece di ritrovarlo finisce in varie perversioni arrivando alla fine al suicidio.
Sylvia LaFontaine e suo marito hanno un matrimonio perfetto, una volta scoperto che se n'è andato non sa cosa fare di se stessa, quindi sostanzialmente perdendosi
cerca di trovare suo marito nei luoghi in cui potrebbe essere. nel tentativo di cercare il marito, come suggerito, si ritrova affascinata da un mondo di perversioni
la nostra protagonista soffre molto nel corso di questo film, e finisce lungo il percorso violentata e drogata con sostanze endovenose
uno dei primi film sulla droga pesante, Sylvie LaFontaine, la protagonista della nostra scrittrice franco-italiana, si ritrova in una discesa verso la follia in una spirale di dipendenza e stati maniacali fino al suicidio finale.